# Четырёхпятнистый экзохомус
Четырёхпятнистый экзохомус (Exochomus quadripustulatus) — вид жесткокрылых из семейства божьих коровок. Взрослый жук длиной от 3 до 5 мм. Надкрылья чёрные со светлыми пятнами — серповидными у плеча и округлыми в задней половине. Переднеспинка чёрная. Ноги чёрные. Можно встретить на хвойных и лиственных деревьях. Питается щитовками вида Diaspidiotus perniciosus, хермесами и другими видами тли. Зимуют в опавших листьях и в расщелинах коры деревьев